# Albert Crahay
Baron Albert Crahay (* 9. Juni 1903 in Ixelles/Elsene; † 19. Juni 1991 in Saint-Cézaire-sur-Siagne, Département Alpes-Maritimes, Frankreich) war ein belgischer Generalleutnant, der zwischen 1961 und 1964 Oberbefehlshaber der belgischen Streitkräfte in der Bundesrepublik Deutschland sowie zugleich Kommandierender General des I. Korps war. 1982 wurde er in den erblichen Adelsstand erhoben und erhielt den persönlichen Titel eines Baron.

## Leben
Albert Crahay absolvierte eine Offiziersausbildung und fand nach deren Abschluss zahlreiche Verwendungen als Offizier und Stabsoffizier innerhalb des Heeres. Im Zweiten Weltkrieg geriet er nach dem Überfall der deutschen Wehrmacht auf Belgien in Kriegsgefangenschaft, aus der er erst 1945 befreit wurde. Nach Kriegsende war er während des Koreakrieges zwischen dem 28. September 1950 und dem 21. November 1951 als Oberstleutnant Kommandeur des belgischen UN-Kommandos in Korea und wurde dort während der Schlacht am Imjin im April 1951 durch eine Phosphorgranate verwundet. Nachdem er zwischen 1955 und 1958 Kommandant der Kriegsschule war, übernahm er zwischen 1958 und 1959 den Posten als Kommandeur der 16. Panzerdivision. 
Im Anschluss löste Crahay 1959 Charles de Cumont als Chef des Stabes der Alliierten Streitkräfte der NATO in Mitteleuropa AFCENT (Allied Forces Central Europe) ab und verblieb bis 1961 auf diesem Posten. Zuletzt wurde Generalleutnant Crahay 1961 Oberbefehlshaber der belgischen Streitkräfte in der Bundesrepublik Deutschland sowie zugleich Kommandierender General des I. Korps und übte diese Funktion bis zu seinem Ausscheiden aus dem militärischen Dienst 1964 aus.
Für seine langjährigen Verdienste wurde Crahay mehrfach geehrt und erhielt unter anderem das Großkreuz des Orden Leopolds II. mit Palme. Daneben war er Großoffizier des Leopoldorden und des Kronenorden und bekam auch das Kriegskreuz 1940 mit Palme, die Erinnerungsmedaille an den Krieg 1940–1945 mit Gekreuzten Schwertern, die Medaille für Kriegsgefangene 1940–1945, die Medaille für Auslandseinsätze mit Zusatz Korea, die Freiwilligenmedaille für Korea sowie die Regierungsmedaille von Albert I. verliehen. Darüber hinaus erhielt er das Offizierskreuz des Legion of Merit, das Distinguished Service Cross, das luxemburgische Ehrenkreuz für militärische Verdienste in Gold mit Palme, die Kriegsmedaille der Republik Korea, die UN-Medaille für Korea sowie eine Presidential Unit Citation.

## Weblink
- Albert Crahay in ars-moriendi.be

| Personendaten    | Personendaten                                                     |
| ---------------- | ----------------------------------------------------------------- |
| NAME             | Crahay, Albert                                                    |
| ALTERNATIVNAMEN  | Crahay, Baron Albert (vollständiger Name)                         |
| KURZBESCHREIBUNG | belgischer Generalleutnant                                        |
| GEBURTSDATUM     | 9. Juni 1903                                                      |
| GEBURTSORT       | Ixelles/Elsene                                                    |
| STERBEDATUM      | 19. Juni 1991                                                     |
| STERBEORT        | Saint-Cézaire-sur-Siagne, Département Alpes-Maritimes, Frankreich |